# Белоснежка и охотник
«Белоснежка и охотник» (англ. Snow White & the Huntsman) — американский фэнтезийный фильм режиссёра Руперта Сандерса по мотивам сказки братьев Гримм «Белоснежка». Премьера в США прошла 1 июня 2012 года, в России — 14 июня 2012 года. Последняя роль в карьере Боба Хоскинса (слепой гном Мьюр).

## Сюжет
В королевство Табор вторгается армия стеклянных солдат. Король Магнус разбивает врагов, освобождает прекрасную пленницу Равенну и женится на ней. В первую же ночь Равенна убивает короля, открывает ворота замка перед армией своего брата Финна и захватывает власть над королевством. В кровавой неразберихе герцогу Хаммонду и его сыну Уильяму удаётся спастись бегством, но дочь короля Белоснежка попадает в плен к Равенне. Злая колдунья уже бессчётное количество лет поддерживает свою вечную юность, высасывая из девушек жизненные силы. Её мать, передавая дочери заклятье, предупредила, что Равенна погибнет от рук более красивой женщины, чем она. Узнав от волшебного зеркала, что Белоснежка стала более красивой, Равенна собирается принести падчерицу в жертву, но той удаётся бежать из башни в заколдованный Чёрный лес. Колдунья приказывает охотнику Эрику привести Белоснежку и обещает в награду оживить его жену. Узнав, что Белоснежка жива, Уильям отправляется за ней в Чёрный лес.
Эрик находит Белоснежку, но Финн заявляет, что Равенна не может воскрешать из мёртвых. Обманутый охотник решает отвести девушку к Хаммонду и получить награду. Они достигают деревни, населённой беженками, но ночью на деревню нападает отряд Финна. Герои встречают восьмёрку гномов, один из них заявляет, что только Белоснежка сможет победить Равенну. Эрик осознает, что влюбился в Белоснежку. Люди Финна снова настигают героев, гном Гас жертвует собой, прикрывая от стрелы Белоснежку, Эрик убивает Финна. К отряду присоединяется принц Уильям. Равенне удаётся принять его облик и отравить Белоснежку, но завершить замысел злодейке мешают появившиеся Эрик и Уильям. Герои доставляют тело принцессы в замок Хаммонда, где Эрику удаётся разбудить принцессу поцелуем. Белоснежка ведёт армию герцога на замок Равенны. Гномы пробираются в крепость через канализационный туннель и открывают ворота. Штурмовой отряд, ворвавшийся в замок, попадает в ловушку Равенны, завязывается упорный бой. Белоснежка, тем временем, находит колдунью и между ними начинается поединок. Колдунья пытается убить Белоснежку и окончательно обрести бессмертие, но та, пронзив мачеху кинжалом, одерживает верх и восходит на трон.

## В ролях
- Кристен Стюарт — Белоснежка[2]

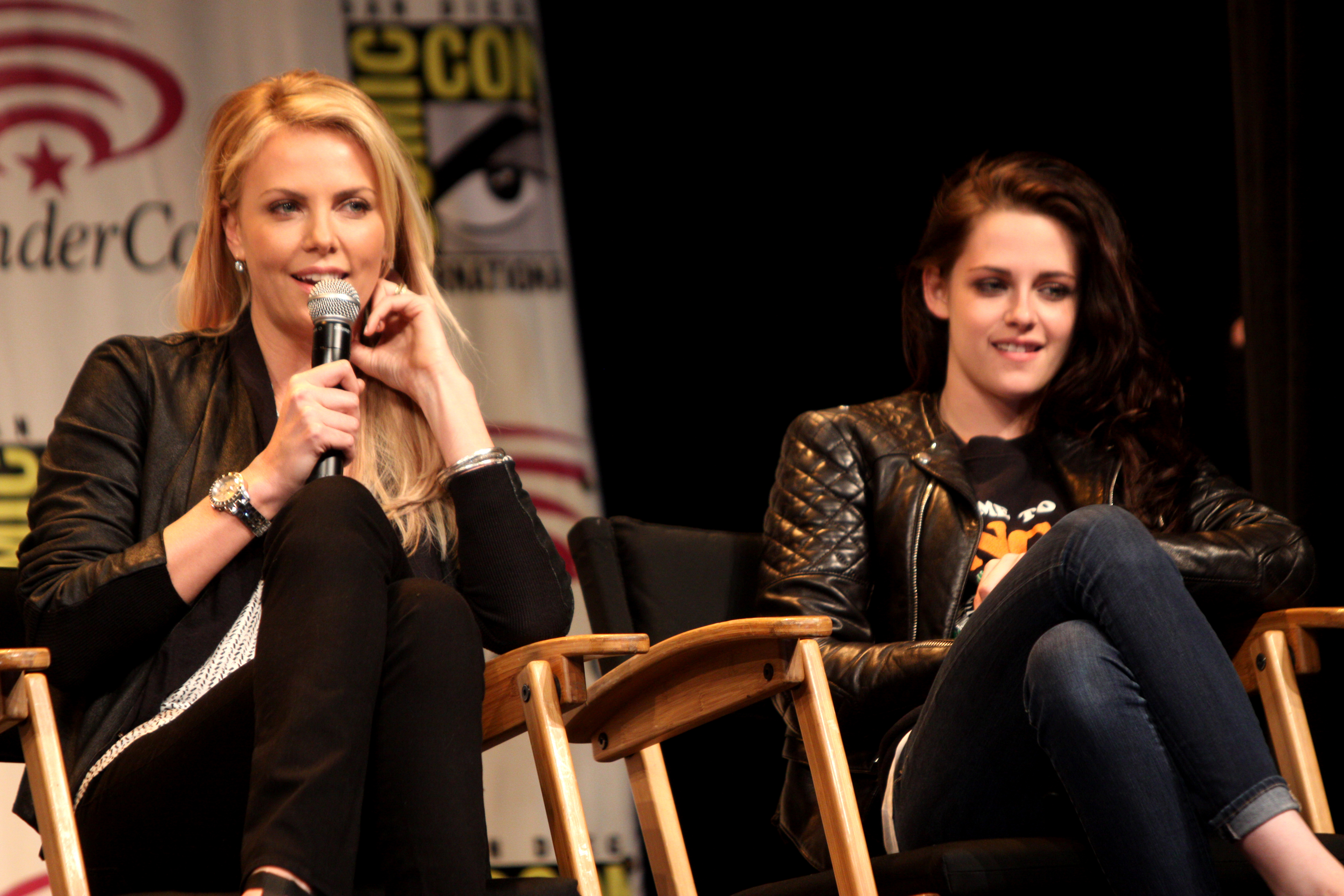
Шарлиз Терон и Кристен Стюарт на выставке WonderCon 2012

  - Рэффи Кэссиди — Белоснежка в детстве
- Крис Хемсворт — охотник Эрик
- Шарлиз Терон — Королева Равенна
  - Иззи Мейкл-Смалл — Равенна в детстве
- Сэм Клафлин — принц Уильям
  - Хавьер Эткинс — Уильям в детстве
- Сэм Спруэлл — Финн[3]
  - Эллиот Рив — Финн в детстве
- Лили Коул — Грета[3]
- Винсент Риган — герцог Хаммонд
- Ноа Хантли — король Магнус
- Либерти Росс — королева Элеонора
- Кристофер Оби Огугуа (голос) — Зеркало
- Рэйчел Стирлинг — Анна
- Хэтти Готобед — Лили
- Грег Хикс — генерал Чёрных Рыцарей
- Питер Фердинандо — Чёрный Рыцарь
- Анастасия Хилл — мать Равенны

Гномы:
- Иэн Макшейн — Бит
- Боб Хоскинс — Мьюр
- Джонни Харрис — Куэрт
- Тоби Джонс — Колл
- Эдди Марсан — Дьюр
- Рэй Уинстон — Горт
- Ник Фрост — Нион
- Брин Глисон — Гас

## Производство

### Кастинг
- Если бы Стюарт ответила отказом, то роль Белоснежки могли бы сыграть Дакота Фэннинг, Сирша Ронан, Райли Кио, Фелисити Джонс, Белла Хиткот, Дженнифер Лоуренс, Селена Гомес, Лили Коллинз (сыграла эту же роль в фильме Белоснежка: Месть гномов), Ванесса Хадженс, Эмма Стоун, Эмма Робертс, Эмили Браунинг или Алисия Викандер, которым также поступали предложения исполнить эту роль. В последний момент исполнить роль Белоснежки поступило певице Тейлор Свифт, в ней видели женственность, которая была необходима Белоснежке, но она отказалась из-за занятости в своём новом альбоме[4].
- Анджелина Джоли и Вайнона Райдер рассматривались на роль злой королевы Равенны[4].
- Ради исполнения роли Равенны Шарлиз Терон отказалась от съемок в фильме Клинта Иствуда «Дж. Эдгар» («J. Edgar»), где её партнером мог стать Леонардо ДиКаприо[4]. Шарлиз Терон ответила согласием на приглашение сыграть в «Белоснежке и охотнике» лишь когда стало известно о переносе времени съёмок «Безумного Макса — 4» (Mad Max: Fury Road) на более позднее время и в её рабочем расписании образовалась пустота.
- Охотника должен был сыграть Том Харди[4], однако актёр предпочёл снова поработать со знакомым ему Кристофером Ноланом, согласившись на роль Бэйна в фильме «Тёмный рыцарь: Возрождение легенды». Затем роль была предложена Джонни Деппу[4], но и он отказался ввиду занятости на других проектах. Роль охотника предлагали также Вигго Мортенсену и Хью Джекману[4].
- Получить роль принца Уильяма могли: Алекс Петтифер, Джош Хатчерсон и Джо Джонас.

### Съёмки
Съёмки картины прошли с 19 сентября по 10 декабря 2011 года в Великобритании. Большинство сцен в павильонах были сняты на студии Pinewood Studios. Сцены на пляже в основном снимались в Пембрукшире в период с 26 по 29 сентября 2011 года. Съемки также проходили в Малом пруду Френшем. В фильме использовались академические консультанты из Университета Чичестера и Оксфордского университета для резвернутого исследования сказок и средневековых сражений.

## Критика
Фильм получил смешанные отзывы кинокритиков. На Rotten Tomatoes 49 % рецензий из 240 — положительные, средний рейтинг составляет 5,6 из 10.
Дэвид Эдельштейн из New York Magazine похвалил ревизионистский тон фильма, отметив «сильное влияние феминистского мышления». Роджер Эберт дал фильму 3,5 звезды из 4.